# Декейтер (Техас)
Декейтер (англ. Decatur) — город в США, расположенный в северо-восточной части штата Техас, административный центр округа Уайз. По данным переписи за 2010 год число жителей составляло 6042 человека, по оценке Бюро переписи США в 2015 году в городе проживал 6521 человек.

## История
В 1856 году, при создании округа Уайз, легислатура Техаса постановила найти место для города в центре нового округа и назвать его Тейлорсвилл в честь военачальника и 12-го президента США Закари Тейлора. Основавший город Абсалом Бишоп был не согласен с названием города в честь представителя партии вигов. В 1858 году, являясь членом легислатуры, он смог убедить сменить название города на Декейтер, в честь офицера военно-морских сил США Стивена Декейтера.
В 1860-х годах рядом с городом проходил путь Чисхолм-Трейл. В городе проходило ежегодное мероприятие Chisholm Trail Barbecue. До 1874 год город, находившийся на фронтире, часто подвергался нападениям индейцев. В 1882 году в город пришла железная дорога Fort Worth and Denver Railway. Один из работников железной дороги выгравировал известный слоган игроков в крэпс «Eighter from Decatur» (рус. Восьмёрка из Декейтера). В 1880-х и 1890-х город процветал, как торговый и отправной центр для продукции местных фермеров. В 1892 году был основан баптистский центр, который позже, в 1965 году, переехал в 1965 году.

## География
Декейтер находится в центральной части округа, его координаты: 33°13′39″ с. ш. 97°35′24″ з. д..
Согласно данным бюро переписи США, площадь города составляет около 21,9 км2, полностью занятых сушей.

### Климат
Согласно классификации климатов Кёппена, в Декейтере преобладает влажный субтропический климат умеренных широт (Cfa).
| Показатель                | Янв. | Фев.  | Март | Апр. | Май  | Июнь | Июль | Авг. | Сен. | Окт. | Нояб. | Дек. | Год   |
| ------------------------- | ---- | ----- | ---- | ---- | ---- | ---- | ---- | ---- | ---- | ---- | ----- | ---- | ----- |
| Абсолютный максимум, °C   | 30   | 30,6  | 36,7 | 37,8 | 36,7 | 37,8 | 41,7 | 42,2 | 41,7 | 40   | 30,6  | 28,9 | 42,2  |
| Средний максимум, °C      | 13,4 | 13,4  | 19,9 | 23,3 | 27,8 | 32,2 | 33,9 | 34,7 | 31,6 | 26,4 | 20,4  | 13,7 | 24,2  |
| Средняя температура, °C   | 6,6  | 6,6   | 13,3 | 16,6 | 21,1 | 26,1 | 27,5 | 27,9 | 24,4 | 18,9 | 13,3  | 6,7  | 17,4  |
| Средний минимум, °C       | −0,2 | −0,2  | 6,7  | 9,9  | 14,2 | 19,9 | 21,1 | 21,1 | 17,4 | 11,3 | 6,5   | 0,1  | 10,7  |
| Абсолютный минимум, °C    | −15  | −17,8 | −8,3 | −3,9 | −1,1 | 4,4  | 11,1 | 11,1 | 7,2  | −2,2 | −7,8  | −15  | −17,8 |
| Норма осадков, мм         | 41   | 52    | 71   | 82   | 128  | 106  | 63   | 46   | 83   | 92   | 62    | 50   | 876   |
| Источник: weatherbase.com |      |       |      |      |      |      |      |      |      |      |       |      |       |

## Население
Согласно переписи населения 2010 года в городе проживало 6042 человека, было 2191 домохозяйство и 1531 семья. Расовый состав города: 85,1 % — белые, 1,6 % — афроамериканцы, 0,6 % — коренные жители США, 0,8 % — азиаты, 0,0 % (0 человек) — жители Гавайев или Океании, 10,4 % — другие расы, 1,6 % — две и более расы. Число испаноязычных жителей любых рас составило 30,2 %.
Из 2191 домохозяйства, в 39,7 % живут дети младше 18 лет. 51,1 % домохозяйств представляли собой совместно проживающие супружеские пары (24,8 % с детьми младше 18 лет), в 13,5 % домохозяйств женщины проживали без мужей, в 5,3 % домохозяйств мужчины проживали без жён, 30,1 % домохозяйств не являлись семьями. В 26 % домохозяйств проживал только один человек, 12,6 % составляли одинокие пожилые люди (старше 65 лет). Средний размер домохозяйства составлял 2,66 человека. Средний размер семьи — 3,22 человека.
Население города по возрастному диапазону распределилось следующим образом: 30,4 % — жители младше 20 лет, 26,9 % находятся в возрасте от 20 до 39, 27,1 % — от 40 до 64, 15,6 % — 65 лет и старше. Средний возраст составляет 33,9 года.
Согласно данным опросов пяти лет с 2011 по 2015 годы, средний доход домохозяйства в Декейтере составляет 46 161 доллар США в год, средний доход семьи — 53 285 долларов. Доход на душу населения в городе составляет 22 453 доллара. Около 11,3 % семей и 18,7 % населения находятся за чертой бедности. В том числе 28,5 % в возрасте до 18 лет и 27,2 % в возрасте 65 и старше.

## Местное управление
Управление городом осуществляется мэром и городским советом, состоящим из шести человек. Четыре из шести членов совета выбираются по районам, а мэр и два других члена — всем городом. Один из членов совета выбирается заместителем мэра.

## Инфраструктура и транспорт
Через Декейтер проходят автомагистрали США 81, 287 и 380.
В городе располагается муниципальный аэропорт Декейтера. Аэропорт располагает одной взлётно-посадочной полосой длиной 1280 метров. Также рядом с городом располагаются аэропорты Бишоп (полоса 1137 метров), Херитедж-Крик-Айрстрип (полоса 914 метров) и Лейзи-Джи-Бар-Ранч (488 метров). Ближайшим аэропортом, выполняющим коммерческие пассажирские рейсы, является Международный аэропорт Даллас/Форт-Уэрт. Аэропорт находится примерно в 70 километрах к юго-востоку от Декейтера.

## Образование
Город обслуживается независимым школьным округом Декейтер.
В Декейтере расположен филиал колледжа города Уэтерфорд.

## Экономика
Согласно финансовому отчёту за 2015—2016 финансовый год, Декейтер владел активами на $55,09 млн., долговые обязательства города составляли $25 млн. Доходы города в 2015 году составили $17,17 млн., а расходы — $16,75 млн.

## Отдых и развлечения
Рядом с городом располагается национальная степь Линдона Джонсона, на территории которой находится популярное место отдыха, пруд Ракер. На берегу озера Бриджпорт располагается лагерь бойскаутов, неподалёку возвышаются горы Пало-Пинто.
Одна из гонок серии LATAM Challenge Series 2011 года проходила на трассе Eagle's Canyon Raceway в Декейтере.

## Город в популярной культуре
Фраза «Eighter from Decatur» (рус. Восьмёрка из Декейтера) является слоганом игроков в крэпс, которую те произносят, если хотят выбросить 8. Фраза также является названием одной из песен Боба Уиллса. В 1949 году мэр города приказал нанести фразу на приветственные знаки города.